# Prix de l'ours dansant
Le prix de l'ours dansant (finnois : Tanssiva karhu) et le prix de l'ours traduisant (finnois : Kääntäjäkarhu) sont des prix décernés par Yleisradio en Finlande.

## Présentation
Le prix de l'ours dansant est un prix récompensant une œuvre de poésie et le prix de l'ours traduisant est un prix récompensant un ensemble de traductions.
En 2014, le montant du prix de l'ours dansant est de 3 500 euros et le prix de l'ours traduisant est de 1 000 euros.

## Lauréats du prix de l'ours dansant
Les lauréats du prix sont:
| Année | Auteur               | Titre                                            |
| ----- | -------------------- | ------------------------------------------------ |
| 1994  | Sirkka Turkka        | Sielun veli                                      |
| 1995  | Pentti Holappa       | Ankkuripaikka,                                   |
| 1995  | Eva-Stina Byggmästar | Framåt i blått                                   |
| 1996  | Bo Carpelan          | I det sedda                                      |
| 1996  | Lauri Otonkoski      | Musta oli valkoinen                              |
| 1997  | Mirkka Rekola        | Taivas päivystää                                 |
| 1998  | Anni Sumari          | Mitta ja määrä                                   |
| 1999  | Mårten Westö         | Nio dagar utan namn                              |
| 2000  | Jyrki Kiiskinen      | Kun elän                                         |
| 2001  | Harri Nordell        | Tomunhäikäisyvalo                                |
| 2001  | Helena Sinervo       | Ihmisen kaltainen                                |
| 2002  | Aila Meriluoto       | Kimeä metsä                                      |
| 2003  | Lauri Otonkoski      | Olo                                              |
| 2004  | Merja Virolainen     | Olen tyttö, ihanaa!                              |
| 2005  | Ilpo Tiihonen        | Largo                                            |
| 2005  | Peter Mickwitz       | För vad kroppen är värd (Minkä isäntä ruumis on) |
| 2006  | Kari Aronpuro        | Gathandu                                         |
| 2007  | Tuomas Timonen       | Oodi rakkaudelle                                 |
| 2008  | Aki Salmela          | Tyhjyyden ympärillä                              |
| 2008  | Catharina Gripenberg | Ta min hand, det vore underligt                  |
| 2009  | Sanna Karlström      | Harry Harlow'n rakkauselämät                     |
| 2010  | non décerné          |                                                  |
| 2011  | Helena Sinervo       | Väärän lajin laulut                              |
| 2012  | Henriikka Tavi       | Toivo                                            |
| 2013  | Maria Matinmikko     | Valkoinen                                        |
| 2014  | Juha Kulmala         | Pompeijin iloiset päivät                         |
| 2015  | Eino Santanen        | Tekniikan maailmat                               |

## Lauréats du prix de l'ours traduisant
Les lauréats sont:
| Année | Auteur                              | Titre                                                                    |
| ----- | ----------------------------------- | ------------------------------------------------------------------------ |
| 1994  | Caj Westerberg et Tua Forsström     | Lumileopardit – Puistot*                                                 |
| 1994  |                                     | traduction de la trilogie díwán de Gunnar Ekelöf                         |
| 1995  | non décerné                         |                                                                          |
| 1996  | Jyrki Vainonen                      | traduction de Ojanpiennarten kuningas de Seamus Heaney                   |
| 1997  | Pertti Nieminen                     | traduction de Kuin lennossa, kuin siivillä de Ching Shih                 |
| 1998  | Liisa Ryömä                         | traduction de Läpinäkyvä leijona de Carl Michael Bellman                 |
| 1999  | Hannu Launonen                      | traduction de l'œuvre d'Attila József                                    |
| 2000  | Lars et Mats Huldén                 | traduction du Kalevala en suédois                                        |
| 2001  | Pentti Saaritsa                     | traduction de En minä aina ole sama de Fernando Pessoa                   |
| 2002  | Arto Kivimäki et Sampo Vesterinen   | traduction de Rakkaus ei koskaan lepää                                   |
| 2003  | Kai Nieminen                        | traduction de Anselm Hollon teoksen Corvus                               |
| 2004  | Marja-Leena Mikkola                 | traduction de Sisareni, elämä de Boris Pasternak                         |
| 2005  | Kristiina Lähde                     | traduction de Sinä siellä kaukana näytät tutulta de Catharina Gripenberg |
| 2006  | Jussi Rosti                         | traduction de Kyynelten teknologiasta de Zbigniew Herbert                |
| 2007  | Juhani Lindholm                     | traduction de Vänrikki Stoolin tarinat de Johan Ludvig Runeberg          |
| 2008  | Jyrki Kiiskinen                     | traduction de Valtameri de Göran Sonnevi                                 |
| 2009  | non décerné                         |                                                                          |
| 2010  | non décerné                         |                                                                          |
| 2011  | non décerné                         |                                                                          |
| 2012  | Caj Westerberg                      | traduction de poèmes de Tomas Tranströmer                                |
| 2013  | Jukka Mallinen                      | Punainen auringonlasku                                                   |
| 2013  | Sergei Zavjalov                     | Joulupaasto                                                              |
| 2014  | Eeva Parkki                         | traduction de 8+8                                                        |
| 2015  | Pauliina Haasjoki et Peter Mickwitz | traduction de Auringonvihreä de Gunnar Björling                          |